# G-14

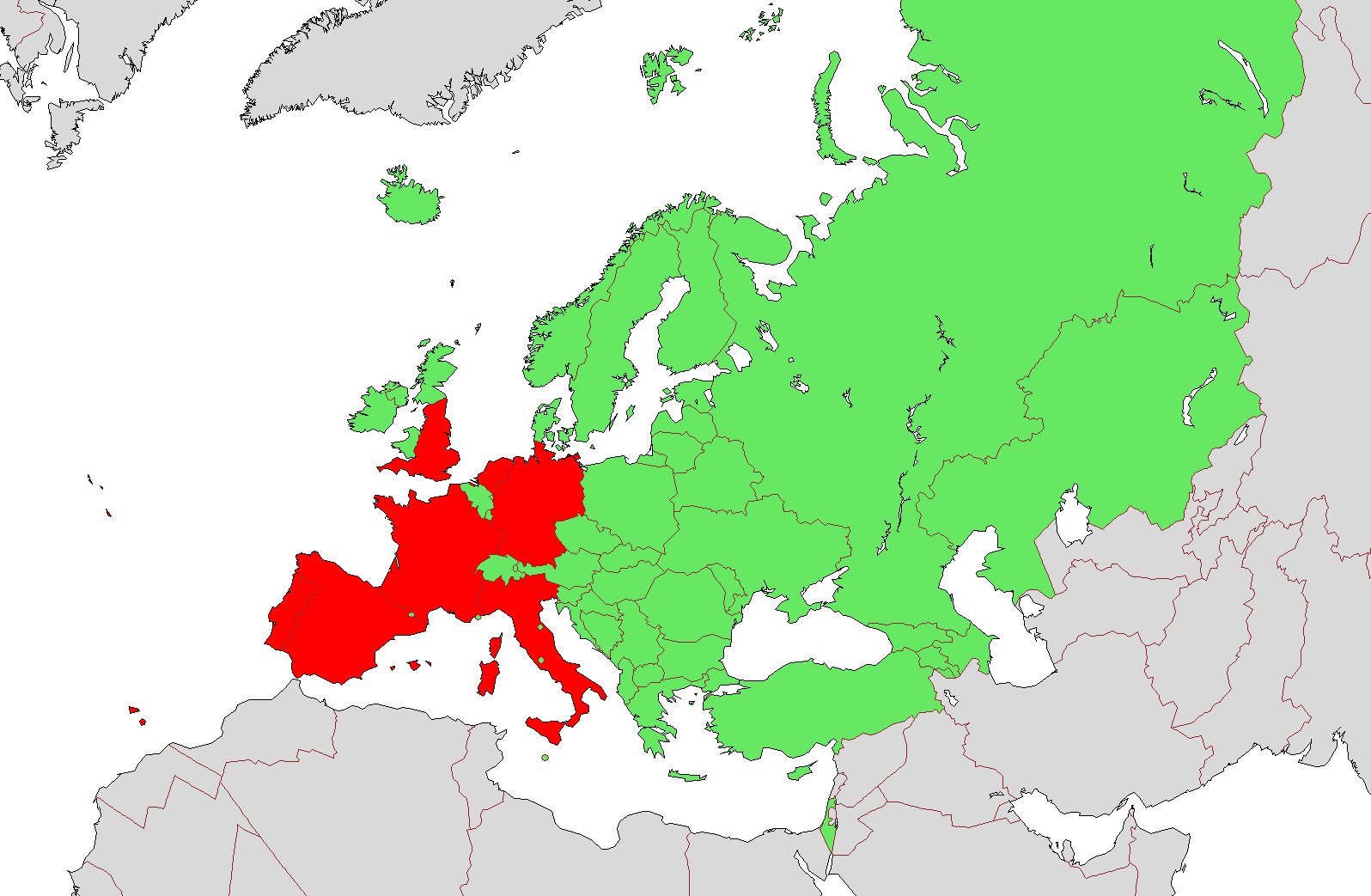
Membros da associação de futebol G-14 (vermelho) vs. membros da associação de futebol da UEFA (verde)

O G-14 foi uma organização dos clubes mais poderosos do futebol europeu. Foi fundado em 2000 pelos 14 principais clubes para formarem uma voz unificada nas negociações com a UEFA e a FIFA. Novos membros podem entrar apenas por convite. Em Agosto de 2002, mais 4 clubes entraram, tornando o número de membros 18, mas a organização mantém o seu nome original.
Os clubes do G-14 estão presentes em 7 diferentes países, e ganharam cerca de 250 títulos de liga nacional. Eles ganharam a Liga dos Campeões da UEFA em 40 das 50 temporadas.
A final da Liga dos Campeões de 2004 foi a primeira competição desde 1992 nas quais um dos finalistas não é membro do G-14; a final de 2004 ganha pelo membro Porto e um não-membro AS Monaco. Houve apenas 3 finais da Liga dos Campeões em que as duas equipas não eram membros do G-14.
Já na outra grande competição de clubes da UEFA, a Liga Europa, 12 finais foram disputadas por não-membros. 2005 foi a primeira final desde 1989 a ser disputada por 2 não-membros - CSKA Moscou e Sporting Clube de Portugal.
Em fevereiro de 2008, após acordo com a UEFA de compensação para os clubes após convocações para Copas do Mundo ou Campeonatos Europeus, ou ainda após lesões em jogos de seleções, o grupo se dissolveu, dando lugar à Associação Europeia de Clubes.

## Membros
Membros fundadores, 2000
Em ordem alfabética:
- Ajax ( Holanda)
- Barcelona ( Espanha)
- Bayern de Munique ( Alemanha)
- Borussia Dortmund ( Alemanha)
- Internazionale ( Itália)
- Juventus ( Itália)
- Liverpool ( Inglaterra)
- Manchester United ( Inglaterra)
- Olympique de Marselha ( França)
- Milan ( Itália)
- Paris Saint-Germain ( França)
- FC Porto ( Portugal)
- PSV ( Holanda)
- Real Madrid ( Espanha)

Novos membros, 2002
- Arsenal ( Inglaterra)
- Bayer Leverkusen ( Alemanha)
- Lyon ( França)
- Valencia ( Espanha)

## Clubes convidados
Os seguintes clubes foram convidados em 2007, antes da dissolução do grupo:
De confederações que já possuíam clubes
- Benfica ( Portugal)
- Chelsea ( Inglaterra)
- Monaco ( França)
- Roma ( Itália)
- Sevilla ( Espanha)
- Werder Bremen ( Alemanha)

De confederações que não possuíam clubes
- Anderlecht ( Bélgica)
- Áustria Viena ( Áustria)
- Basel ( Suíça)
- Celtic ( Escócia)
- Copenhague ( Dinamarca)
- CSKA Moscou ( Rússia)
- Dínamo de Kiev ( Ucrânia)
- Estrela Vermelha de Belgrado ( Sérvia)
- Fenerbahçe ( Turquia)
- Levski Sofia ( Bulgária)
- Maccabi Haifa ( Israel)
- Olympiakos ( Grécia)
- Rosenborg ( Noruega)
- Sparta Praga ( República Tcheca)
- Steaua Bucareste ( Romênia)
- Wisla Cracóvia ( Polônia)